# Montgaillard (Aude)
Pour les articles homonymes, voir Montgaillard.
Montgaillard  (en occitan Montgalhard ) est une commune française, située dans le sud du département de l'Aude en région Occitanie.
Sur le plan historique et culturel, la commune fait partie du massif des Corbières, un chaos calcaire formant la transition entre le Massif central et les Pyrénées. Exposée à un climat méditerranéen, elle est drainée par le Torgan, le ruisseau de la Valette, le ruisseau des Anglades, le ruisseau Rec des Cazals et par divers autres petits cours d'eau. La commune possède un patrimoine naturel remarquable : trois sites Natura 2000 (les « hautes Corbières », les « basses Corbières » et la « vallée du Torgan ») et quatre zones naturelles d'intérêt écologique, faunistique et floristique.
Montgaillard est une commune rurale qui compte 37 habitants en 2022, après avoir connu un pic de population de 243 habitants en 1836. Ses habitants sont appelés les Montgaillardais ou  Montgaillardaises.

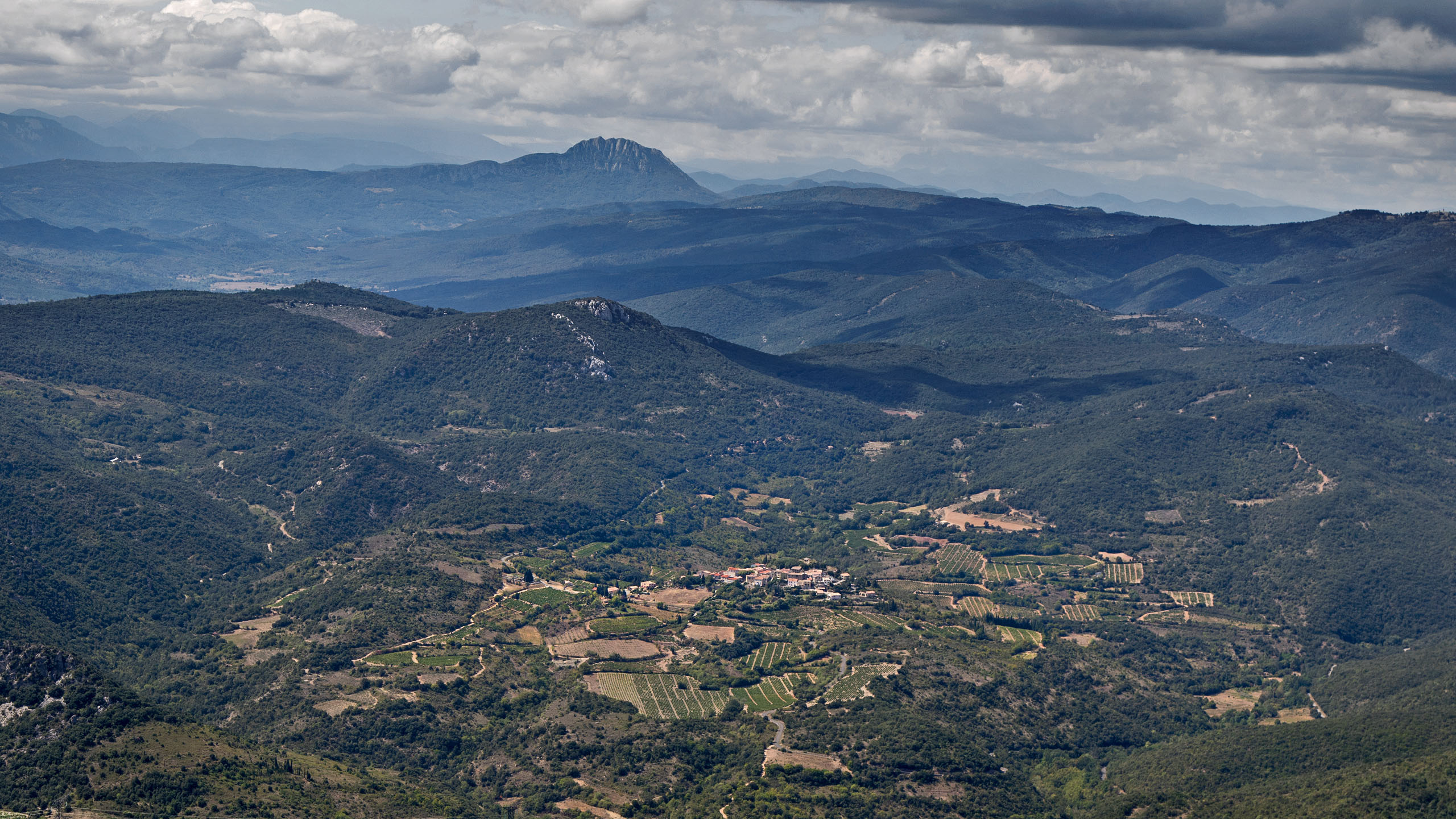
Montgaillard vu du Mont Tauch, au loin le Pech de Bugarach.

## Géographie
Commune des Corbières située au pied du Mont Tauch sur le terroir Corbières (AOC)

### Communes limitrophes
Montgaillard est limitrophe de cinq autres communes.
Les communes limitrophes sont  Dernacueillette, Duilhac-sous-Peyrepertuse, Maisons, Massac, Padern, Rouffiac-des-Corbières et Tuchan.
| Massac                    | Dernacueillette               | Maisons |
| Rouffiac-des-Corbières    | Montgaillard                  | Tuchan  |
| Duilhac-sous-Peyrepertuse | Cucugnan (par un quadripoint) | Padern  |

### Géologie et relief
La superficie de la commune est de 1 672 hectares ; son altitude varie de 240  à   920 mètres.

### Hydrographie
La commune est dans la région hydrographique « Côtiers méditerranéens », au sein du bassin hydrographique Rhône-Méditerranée-Corse. Elle est drainée par le Torgan, le ruisseau de la Valette, le ruisseau des Anglades, le ruisseau Rec des Cazals, le ruisseau de Font Froide, le ruisseau de la Feneille, le ruisseau de la Font, le ruisseau de la Grenouillère, le ruisseau des Soulades, le ruisseau de Tistoulet et le ruisseau du Bosc, qui constituent un réseau hydrographique de 21 km de longueur totale,.
Le Torgan, d'une longueur totale de 20,1 km, prend sa source dans la commune de Massac et s'écoule vers l'est puis se réoriente au sud. Il traverse la commune et se jette dans le Verdouble à Padern, après avoir traversé 4 communes.

### Climat
Pour des articles plus généraux, voir Climat de l'Occitanie et Climat de l'Aude.
En 2010, le climat de la commune est de type climat méditerranéen franc, selon une étude s'appuyant sur une série de données couvrant la période 1971-2000. En 2020, Météo-France publie une typologie des climats de la France métropolitaine dans laquelle la commune est exposée à un climat méditerranéen et est dans la région climatique Provence, Languedoc-Roussillon, caractérisée par une pluviométrie faible en été, un très bon ensoleillement (2 600 h/an), un été chaud (21,5 °C), un air très sec en été, sec en toutes saisons, des vents forts (fréquence de 40 à 50 % de vents > 5 m/s) et peu de brouillards.
Pour la période 1971-2000, la température annuelle moyenne est de 13,6 °C, avec  une amplitude thermique annuelle de 15,2 °C. Le cumul annuel moyen de précipitations est de 779 mm, avec 7,7 jours de précipitations en janvier et 3,5 jours en juillet. Pour la période 1991-2020 la température moyenne annuelle observée sur la station météorologique la plus proche, située sur la commune de Mouthoumet à 10 km à vol d'oiseau, est de 12,5 °C et le cumul annuel moyen de précipitations est de 837,6 mm,. Pour l'avenir, les paramètres climatiques de la commune estimés pour 2050 selon différents scénarios d’émission de gaz à effet de serre sont consultables sur un site dédié publié par Météo-France en novembre 2022.

### Milieux naturels et biodiversité

#### Réseau Natura 2000

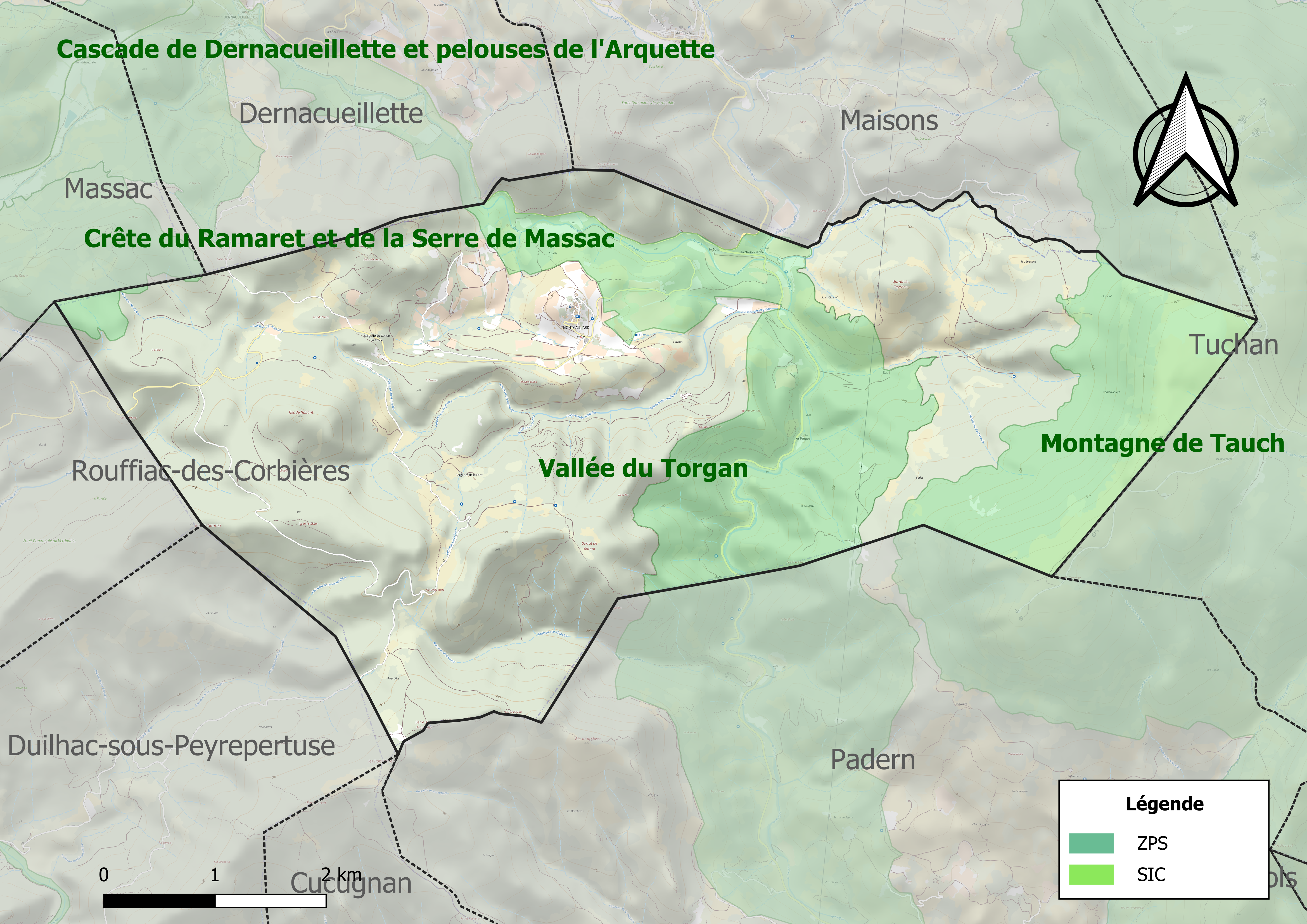
Site Natura 2000 sur le territoire communal.

Le réseau Natura 2000 est un réseau écologique européen de sites naturels d'intérêt écologique élaboré à partir des directives habitats et oiseaux, constitué de zones spéciales de conservation (ZSC) et de zones de protection spéciale (ZPS).
Un site Natura 2000 a été défini sur la commune au titre de la directive habitats :
- la « vallée du Torgan », d'une superficie de 1 006 ha, présentant une bonne qualité hydrobiologique comme l'atteste notamment la présence de l'écrevisse à pattes blanches. Le régime méditerranéen du cours d'eau permet le maintien des espèces caractéristiques comme le barbeau méridional[15]

et deux au titre de la directive oiseaux : 
- les « basses Corbières », d'une superficie de 29 495 ha, un site important pour la conservation des rapaces : l'Aigle de Bonelli, l'Aigle royal, le Grand-duc d’Europe, le Circaète Jean-le-Blanc, le Faucon pèlerin, le Busard cendré, l'Aigle botté[16] ;
- les « hautes Corbières », d'une superficie de 28 398 ha, accueillant une avifaune riche et diversifiée : rapaces tels que les Busards, l'Aigle Royal, le Circaète Jean-le-Blanc, qui trouvent sur place des conditions favorables à la nidification et à leur alimentation du fait de l'importance des milieux ouverts[17].

#### Zones naturelles d'intérêt écologique, faunistique et floristique
L’inventaire des zones naturelles d'intérêt écologique, faunistique et floristique (ZNIEFF) a pour objectif de réaliser une couverture des zones les plus intéressantes sur le plan écologique, essentiellement dans la perspective d’améliorer la connaissance du patrimoine naturel national et de fournir aux différents décideurs un outil d’aide à la prise en compte de l’environnement dans l’aménagement du territoire.
Trois ZNIEFF de type 1 sont recensées sur la commune :
- la « crête du Ramaret et de la Serre de Massac » (320 ha), couvrant 3 communes du département[19] ;
- la « montagne de Tauch » (2 093 ha), couvrant 5 communes du département[20] ;
- la « vallée du Torgan » (1 037 ha), couvrant 4 communes du département[21] ;

et une ZNIEFF de type 2, : 
les « Corbières centrales » (68 810 ha), couvrant 56 communes dont 54 dans l'Aude et 2 dans les Pyrénées-Orientales.

Carte des ZNIEFF de type 1 et 2 à Montgaillard.
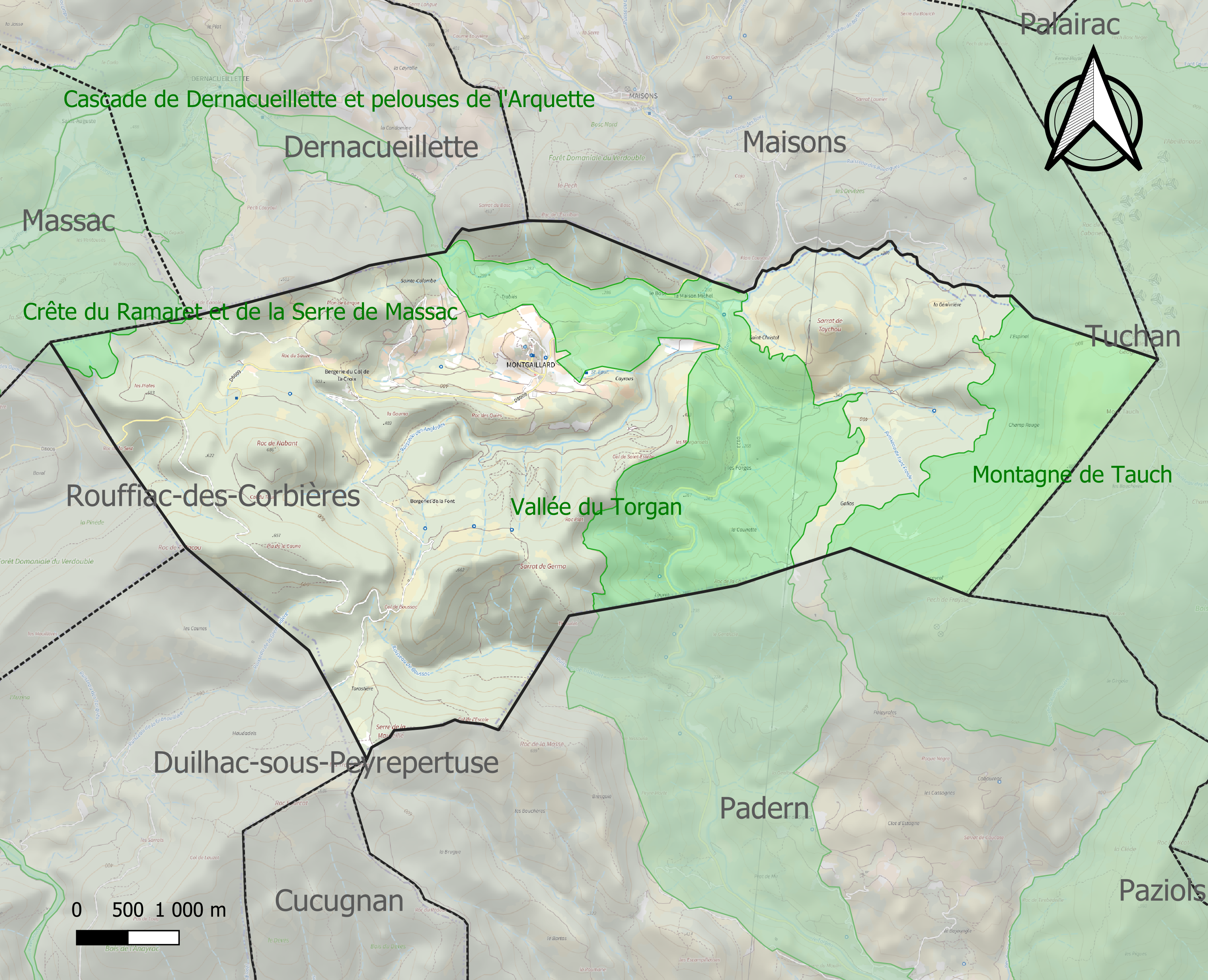
Carte des ZNIEFF de type 1 sur la commune.
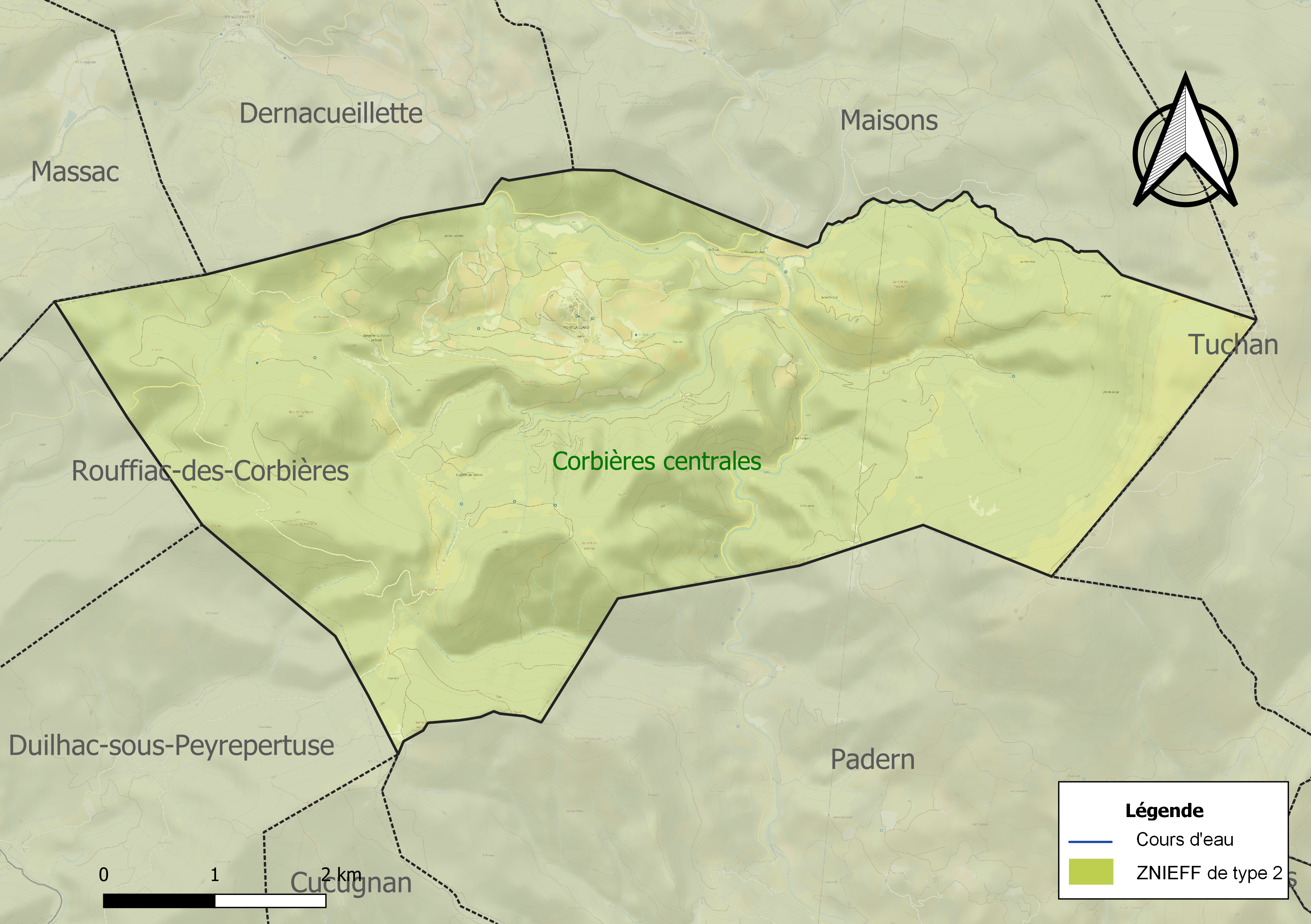
Carte de la ZNIEFF de type 2 sur la commune.

## Urbanisme

### Typologie
Au 1er janvier 2024, Montgaillard est catégorisée commune rurale à habitat très dispersé, selon la nouvelle grille communale de densité à 7 niveaux définie par l'Insee en 2022.
Elle est située hors unité urbaine et hors attraction des villes,.

### Occupation des sols
L'occupation des sols de la commune, telle qu'elle ressort de la base de données européenne d’occupation biophysique des sols Corine Land Cover (CLC), est marquée par l'importance des forêts et milieux semi-naturels (88 % en 2018), une proportion identique à celle de 1990 (88 %). La répartition détaillée en 2018 est la suivante : 
forêts (44,1 %), milieux à végétation arbustive et/ou herbacée (42,5 %), zones agricoles hétérogènes (7,1 %), cultures permanentes (4,9 %), espaces ouverts, sans ou avec peu de végétation (1,4 %). L'évolution de l’occupation des sols de la commune et de ses infrastructures peut être observée sur les différentes représentations cartographiques du territoire : la carte de Cassini (XVIIIe siècle), la carte d'état-major (1820-1866) et les cartes ou photos aériennes de l'IGN pour la période actuelle (1950 à aujourd'hui).

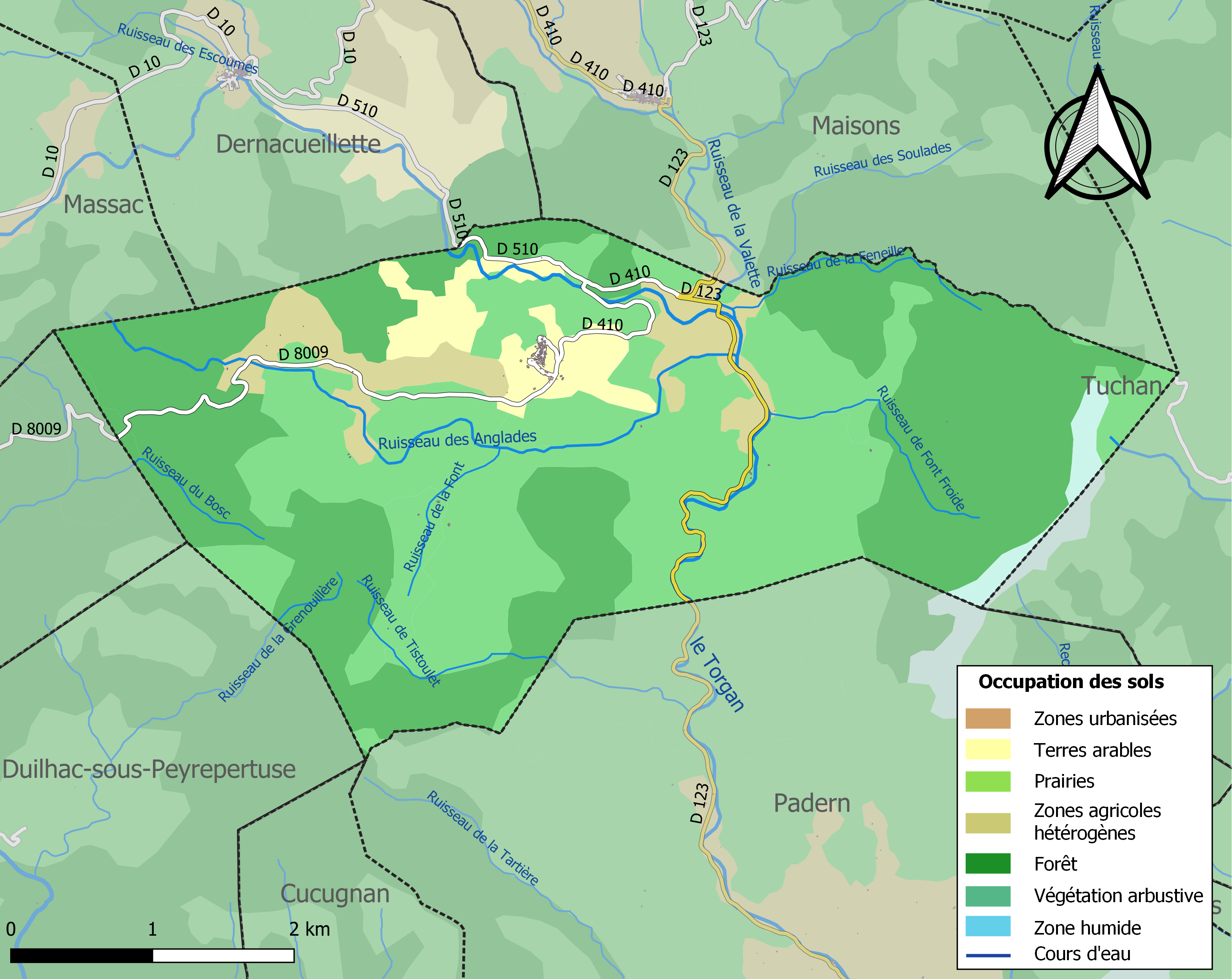
Carte des infrastructures et de l'occupation des sols de la commune en 2018 (CLC).

### Risques majeurs
Le territoire de la commune de Montgaillard est vulnérable à différents aléas naturels : météorologiques (tempête, orage, neige, grand froid, canicule ou sécheresse), feux de forêts et séisme (sismicité faible). Il est également exposé à un risque particulier : le risque de radon. Un site publié par le BRGM permet d'évaluer simplement et rapidement les risques d'un bien localisé soit par son adresse soit par le numéro de sa parcelle.

#### Risques naturels

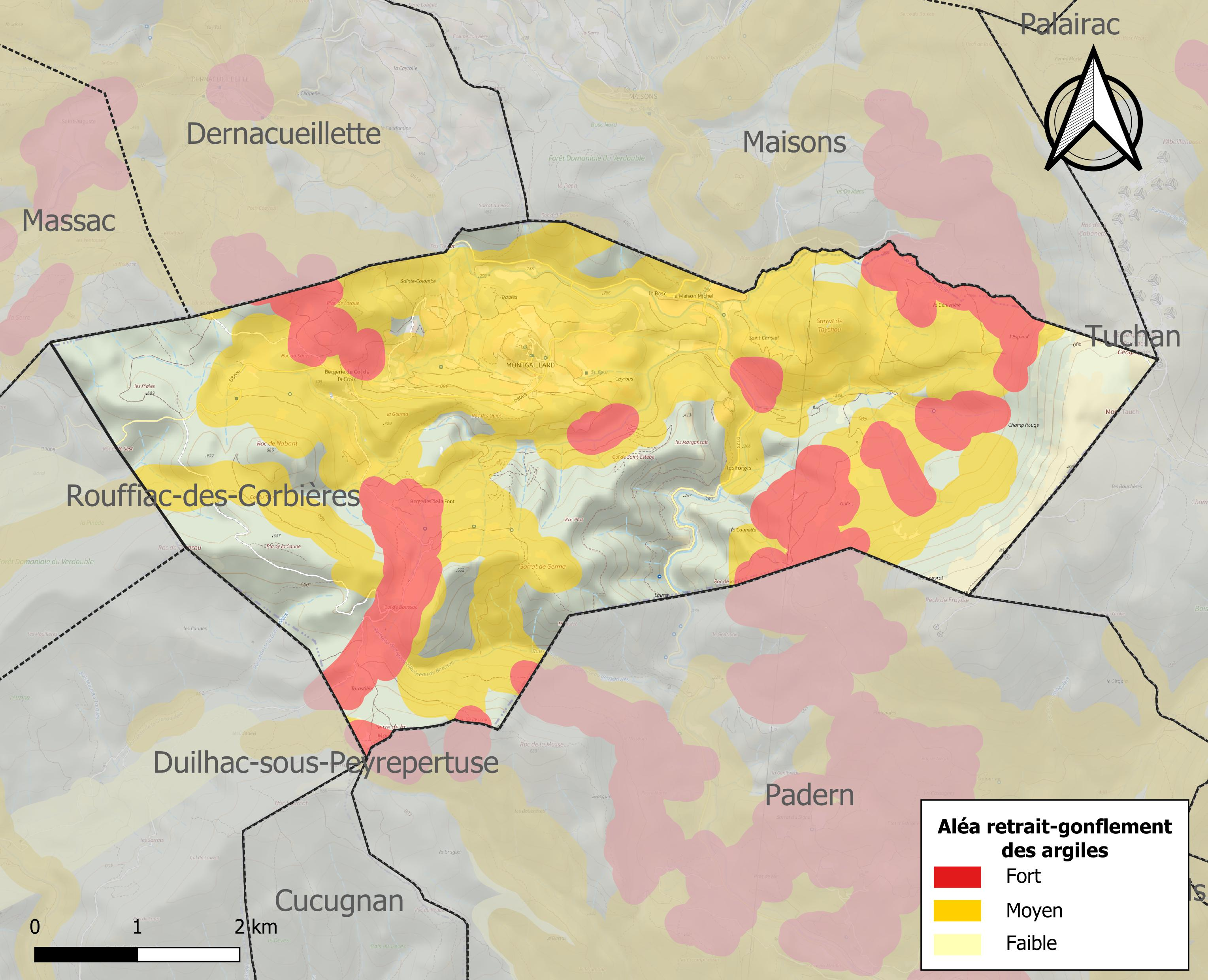
Carte des zones d'aléa retrait-gonflement des sols argileux de Montgaillard.

Le retrait-gonflement des sols argileux est susceptible d'engendrer des dommages importants aux bâtiments en cas d’alternance de périodes de sécheresse et de pluie. 66,7 % de la superficie communale est en aléa moyen ou fort (75,2 % au niveau départemental et 48,5 % au niveau national). Sur les 60 bâtiments dénombrés sur la commune en 2019, 59 sont en aléa moyen ou fort, soit 98 %, à comparer aux 94 % au niveau départemental et 54 % au niveau national. Une cartographie de l'exposition du territoire national au retrait gonflement des sols argileux est disponible sur le site du BRGM,.

#### Risque particulier
Dans plusieurs parties du territoire national, le radon, accumulé dans certains logements ou autres locaux, peut constituer une source significative d’exposition de la population aux rayonnements ionisants. Certaines communes du département sont concernées par le risque radon à un niveau plus ou moins élevé. Selon la classification de 2018, la commune de Montgaillard est classée en zone 2, à savoir zone à potentiel radon faible mais sur lesquelles des facteurs géologiques particuliers peuvent faciliter le transfert du radon vers les bâtiments.

## Toponymie

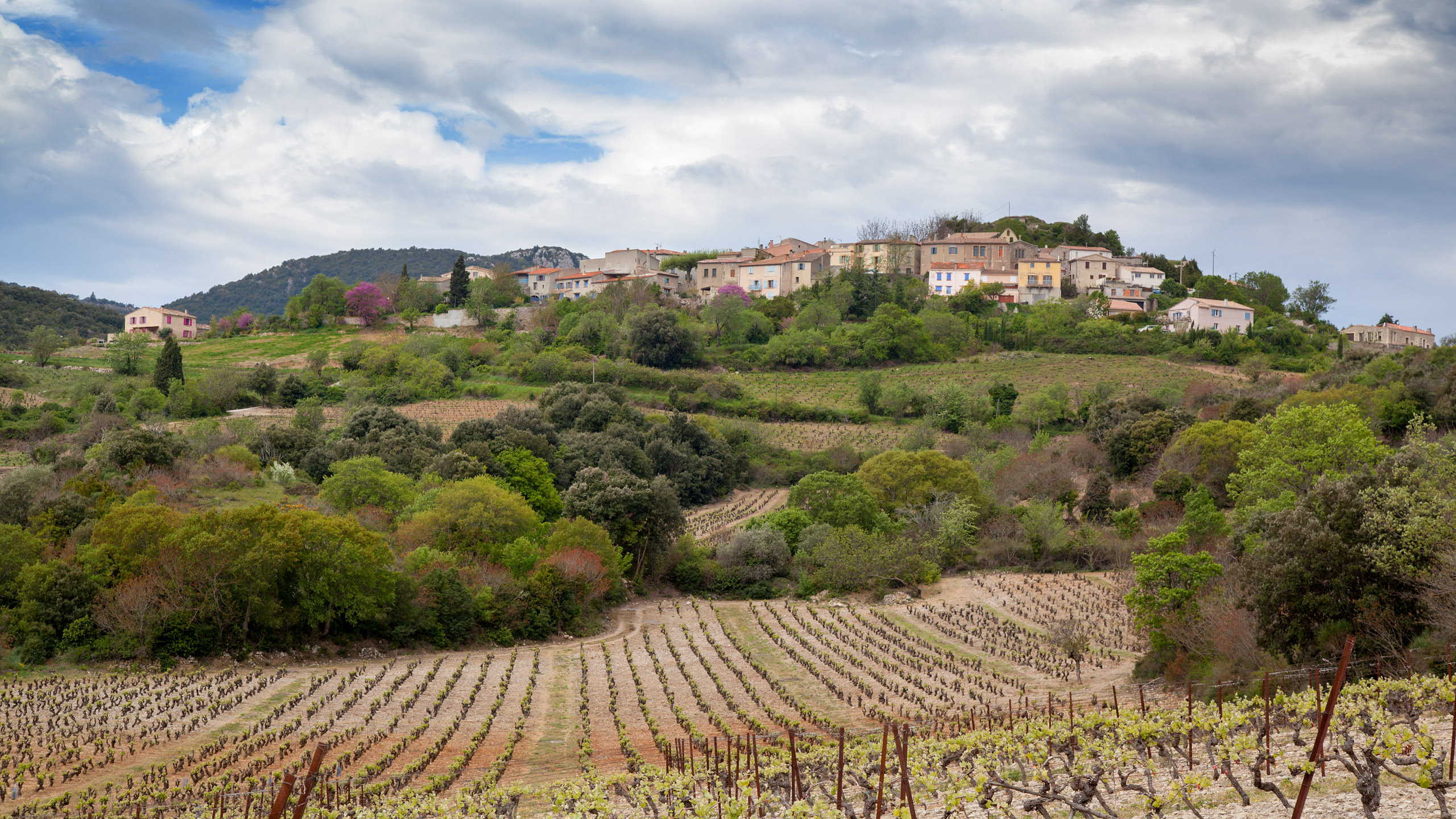
Le village au printemps.
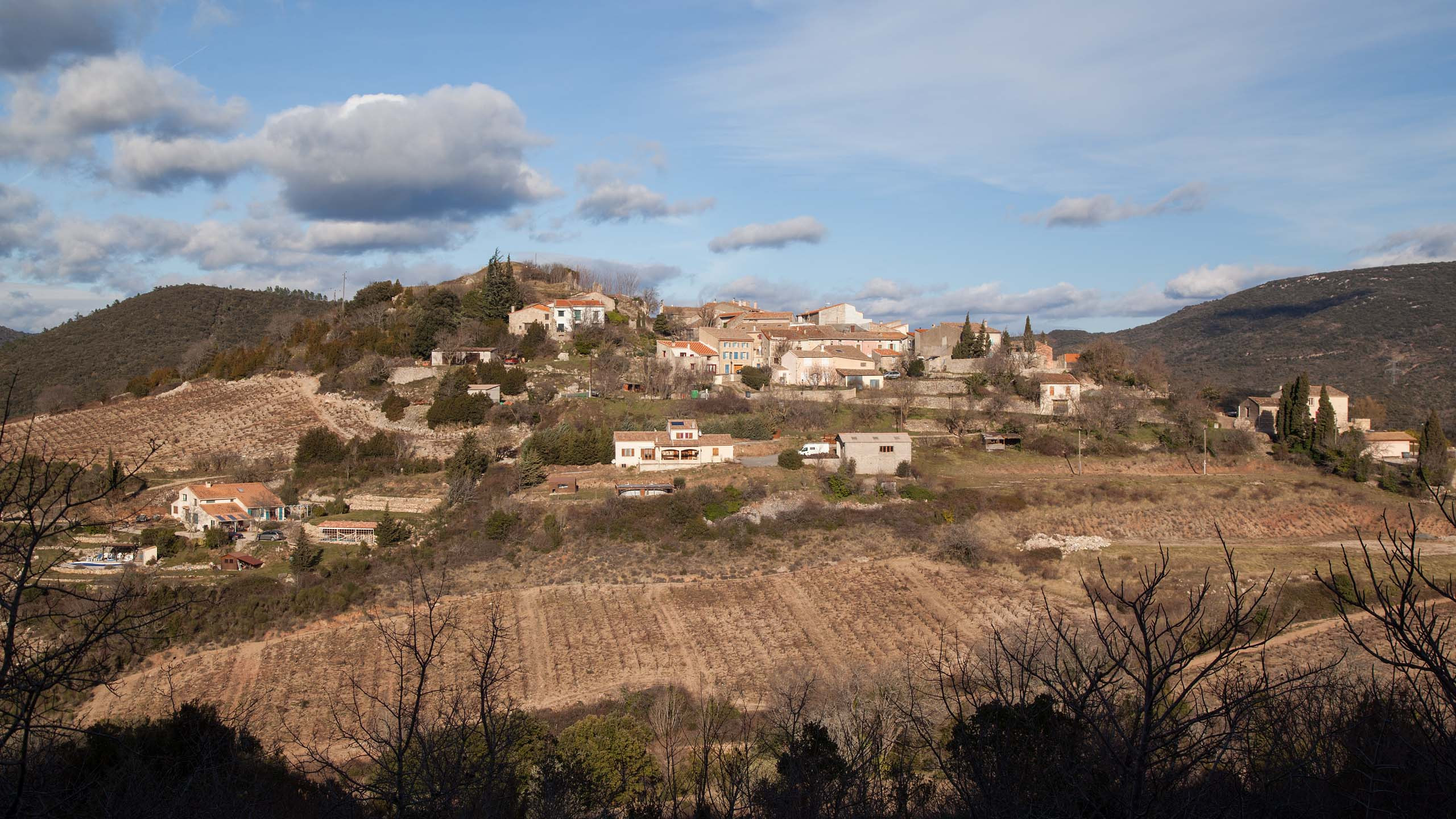
Le village en hiver.
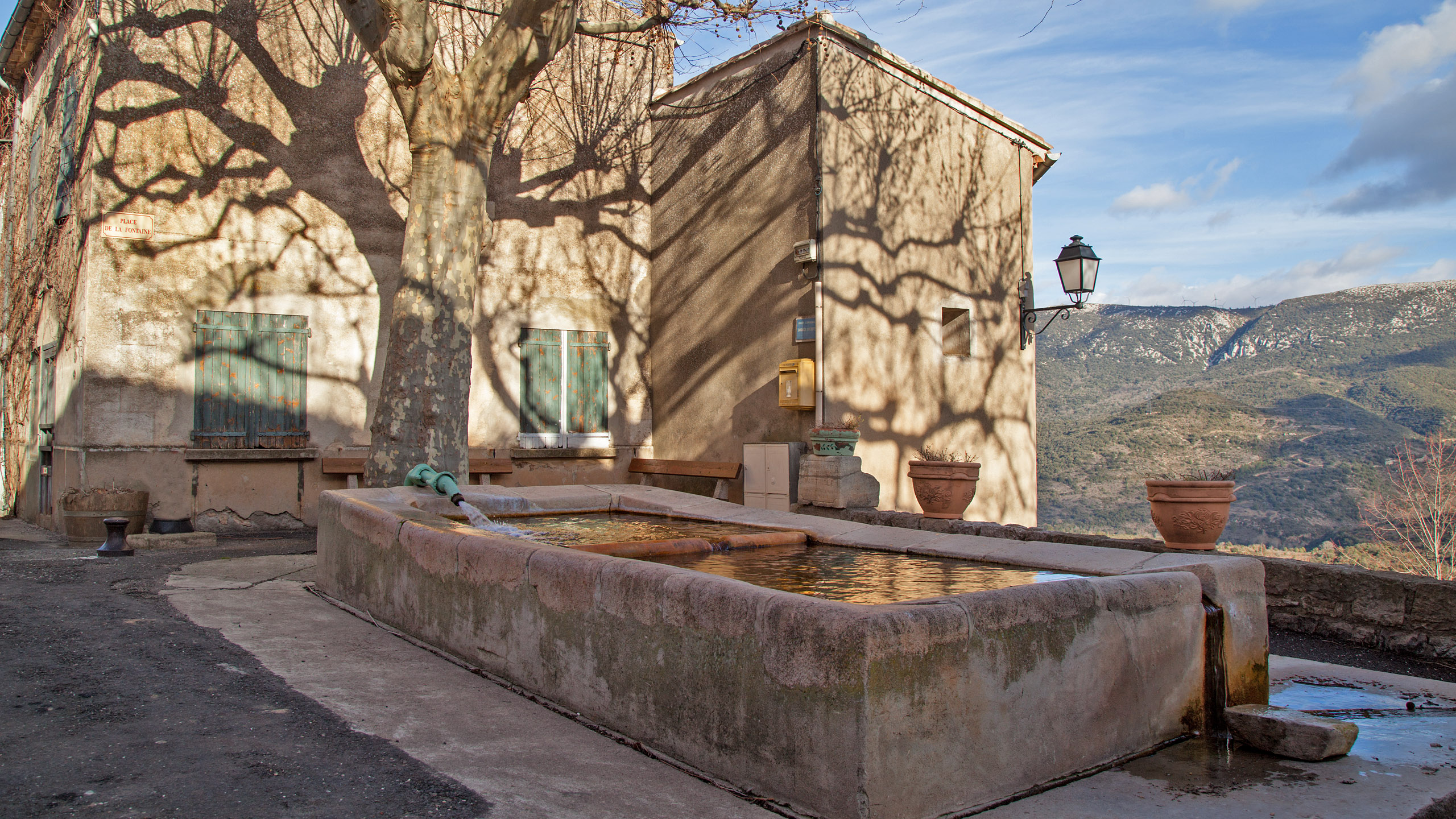
La fontaine.

## Histoire
La seigneurie de Montgaillard appartenait aux seigneurs de Peyrepertuse. Elle est confisquée après la croisade des Albigeois. Le roi Louis IX l'a partagée entre les maisons d'Alban et de Thury qui avaient été dotées de plusieurs seigneuries dans la région par Simon de Montfort.

## Politique et administration

### Administration municipale
Le nombre d'habitants au recensement de 2011 étant compris entre 0 et 99, le nombre de membres du conseil municipal pour l'élection de 2014 est de sept,.

### Rattachements administratifs et électoraux
Commune faisant partie de la Communauté de communes Corbières Salanque Méditerranée (après la fusion de la communauté de communes des Hautes Corbières ) et du canton des Corbières (avant le redécoupage départemental de 2014, Montgaillard faisait partie de l'ex-canton de Tuchan).

### Liste des maires
| Période                                  | Période  | Identité         | Étiquette | Qualité |
| ---------------------------------------- | -------- | ---------------- | --------- | ------- |
| Les données manquantes sont à compléter. |          |                  |           |         |
| mars 2001                                | 2014     | Alain Gaichet    |           |         |
| 2014                                     | En cours | Michel Larregola |           |         |

## Population et société

### Démographie
L'évolution du nombre d'habitants est connue à travers les recensements de la population effectués dans la commune depuis 1793. Pour les communes de moins de 10 000 habitants, une enquête de recensement portant sur toute la population est réalisée tous les cinq ans, les populations de référence des années intermédiaires étant quant à elles estimées par interpolation ou extrapolation. Pour la commune, le premier recensement exhaustif entrant dans le cadre du nouveau dispositif a été réalisé en 2008.

En 2022, la commune comptait 37 habitants, en évolution de −17,78 % par rapport à 2016 (Aude : +2,65 %, France hors Mayotte : +2,11 %).
| 1793 | 1800 | 1806 | 1821 | 1831 | 1836 | 1841 | 1846 | 1851 |
| ---- | ---- | ---- | ---- | ---- | ---- | ---- | ---- | ---- |
| 138  | 194  | 202  | 192  | 207  | 243  | 239  | 231  | 220  |

| 1856 | 1861 | 1866 | 1872 | 1876 | 1881 | 1886 | 1891 | 1896 |
| ---- | ---- | ---- | ---- | ---- | ---- | ---- | ---- | ---- |
| 207  | 208  | 204  | 199  | 175  | 167  | 163  | 168  | 168  |

| 1901 | 1906 | 1911 | 1921 | 1926 | 1931 | 1936 | 1946 | 1954 |
| ---- | ---- | ---- | ---- | ---- | ---- | ---- | ---- | ---- |
| 138  | 132  | 140  | 121  | 103  | 105  | 93   | 80   | 73   |

| 1962 | 1968 | 1975 | 1982 | 1990 | 1999 | 2006 | 2008 | 2013 |
| ---- | ---- | ---- | ---- | ---- | ---- | ---- | ---- | ---- |
| 57   | 44   | 37   | 34   | 51   | 51   | 56   | 58   | 47   |

| 2018 | 2022 | - | - | - | - | - | - | - |
| ---- | ---- | - | - | - | - | - | - | - |
| 39   | 37   | - | - | - | - | - | - | - |

| selon la population municipale des années : | 1968 | 1975 | 1982 | 1990 | 1999 | 2006 | 2009 | 2013 |
| Rang de la commune dans le département      | 400  | 384  | 423  | 386  | 401  | 369  | 369  | 386  |
| Nombre de communes du département           | 439  | 436  | 435  | 437  | 438  | 438  | 438  | 438  |

## Économie

### Emploi
| Division       | 2008   | 2013   | 2018   |
| -------------- | ------ | ------ | ------ |
| Commune        | 26,8 % | 15,8 % | 20 %   |
| Département    | 10,2 % | 12,8 % | 12,6 % |
| France entière | 8,3 %  | 10 %   | 10 %   |

En 2018, la population âgée de 15 à 64 ans s'élève à 25 personnes, parmi lesquelles on compte 84 % d'actifs (64 % ayant un emploi et 20 % de chômeurs) et 16 % d'inactifs,. Depuis 2008, le taux de chômage communal (au sens du recensement) des 15-64 ans est supérieur à celui de la France et du département.
La commune est hors attraction des villes,. Elle compte 11 emplois en 2018, contre 14 en 2013 et 14 en 2008. Le nombre d'actifs ayant un emploi résidant dans la commune est de 16, soit un indicateur de concentration d'emploi de 68,7 % et un taux d'activité parmi les 15 ans ou plus de 55,3 %.
Sur ces 16 actifs de 15 ans ou plus ayant un emploi, 9 travaillent dans la commune, soit 56 % des habitants. Pour se rendre au travail, la totalité des habitants utilise un véhicule personnel ou de fonction à quatre roues.

### Activités hors agriculture

#### Secteurs d'activités
3 établissements sont implantés  à Montgaillard au 31 décembre 2019.
Le secteur du commerce de gros et de détail, des transports, de l'hébergement et de la restauration est prépondérant sur la commune puisqu'il représente 66,7 % du nombre total d'établissements de la commune (2 sur les 3 entreprises implantées  à Montgaillard), contre 32,3 % au niveau départemental.

#### Entreprises
Viticulture : Corbières (AOC), Languedoc (AOC)

### Agriculture
|               | 1988 | 2000 | 2010 | 2020 |
| ------------- | ---- | ---- | ---- | ---- |
| Exploitations | 13   | 7    | 5    | 5    |
| SAU (ha)      | 68   | 160  | 90   | 67   |

La commune est dans la « Région viticole » de l'Aude, une petite région agricole occupant une grande partie centrale du département, également dénommée localement « Corbeilles Minervois et Carcasses-Limouxin ». En 2020, l'orientation technico-économique de l'agriculture  sur la commune est la viticulture. Cinq exploitations agricoles ayant leur siège dans la commune sont dénombrées lors du recensement agricole de 2020 (13 en 1988). La superficie agricole utilisée est de 67 ha,,.

### Enseignement
Montgaillard fait partie de l'académie de Montpellier.

### Activités sportives
Chasse, randonnée,

## Culture locale et patrimoine

### Lieux et monuments
- Le dolmen de la Gouma, en bon état, mais dissimulé par les broussailles, atteste de l'occupation du territoire dès le néolithique.
- Église Sainte-Colombe de Montgaillard.

### Personnalités liées à la commune
- Famille de Peytes de Montcabrier
- Joseph Gaspard de Pailhoux de Cascastel

### Héraldique
| Blason de Montgaillard | Blason  | Tranché émanché d'or et d'azur.                  |
| Blason de Montgaillard | Détails | Le statut officiel du blason reste à déterminer. |